# James Shields
Pour les articles homonymes, voir Shields.
Pour le joueur de baseball, voir James Shields (baseball).
James Shields (10 mai 1810 à Altmore en Irlande – 1er juin 1879 à Ottumwa dans l'Iowa) était un homme politique américain et officier de l'US Army. Shields, membre du parti démocrate est la seule personne dans l'histoire des États-Unis à avoir été sénateur de trois États différents. Shields fut sénateur de l'Illinois de 1849 à 1855, du Minnesota du 11 mai 1858 au 3 mars 1859 et du Missouri du 27 janvier 1879 au 3 mars 1879.